# Пресека Озаљска
Пресека Озаљска је насељено место у саставу општине Камање у Карловачкој жупанији, Република Хрватска.

## Историја
До територијалне реорганизације у Хрватској насеље се налазило у саставу старе општине Озаљ.

## Становништво
На попису становништва 2011. године, Пресека Озаљска је имала 12 становника.